# Retcon
Retcon (van het Engelse retroactive continuity) is een term die wordt gebruikt voor het verschijnsel dat in een fictiereeks bepaalde feiten en gebeurtenissen die ooit zijn vermeld in een eerder deel bewust worden verdraaid of genegeerd in latere delen. Dit kan om verschillende redenen worden gedaan, bijvoorbeeld om nieuwe gebeurtenissen, een sequel of spin-off te kunnen legitimeren of om personages met hun tijd mee te laten gaan. De term retcon werd voor het eerst gebruikt in 1983 in All-Star Squadron #18, een reeks van DC Comics.
Retcons komen vooral voor in stripreeksen, zoals die van Marvel Comics en DC Comics. Vanwege het aantal van de meeste striptitels van deze twee uitgeverijen is het noodzakelijk soms eerder gestelde feiten te gaan negeren om latere verhalen mogelijk te maken. Ook langlopende tv-series zoals soaps maken er soms gebruik van. Meestal wordt de retcon niet als zodanig aangeduid, maar gewoon in een verhaal verwerkt.

## Toepassen
Een retcon kan op verschillende manieren worden toegepast:
ToevoegenHierbij blijven de oude feiten en gebeurtenissen intact, maar komen er nieuwe achtergronddetails beschikbaar die de lege plekken in de originele gebeurtenis opvullen en zodoende een heel andere draai aan deze feiten kunnen geven. Voorbeelden hiervan zijn de stripreeksen X-Men: The Hidden Years en Untold Tales of Spider-Man.
AanpassingHierbij blijven de gebeurtenissen grotendeels behouden, maar wordt de uitkomst of de omstandigheden waaronder ze hebben plaatsgevonden wat aangepast. Zo kan bijvoorbeeld informatie onthuld worden waaruit blijkt dat de gebeurtenis niet zo gegaan is als de lezer of kijker aanvankelijk dacht, en wordt vervolgens verteld wat er "werkelijk" gebeurd is. Een bekende manier om dit te doen is door de gebeurtenis nogmaals te vertellen, maar nu van uit het perspectief van een ander personage. Een voorbeeld hiervan te vinden in de Sherlock Holmes-verhalen. Aanvankelijk werd vermeld dat Holmes in het verhaal The Final Problem, dat verteld werd vanuit het perspectief van Dr. Watson, om het leven zou zijn gekomen in een gevecht met Professor Moriarty. Toen Arthur Conan Doyle besloot toch nieuwe verhalen te gaan schrijven liet hij Holmes terugkeren en zijn kant van het verhaal vertellen, waaruit bleek dat hij zijn dood slechts in scène had gezet.
NegerenDe zwaarste vorm van een retcon. Hierbij worden de oude gebeurtenissen compleet genegeerd alsof ze nooit hebben plaatsgevonden, en dus nooit deel uit hebben gemaakt van de continuïteit van het werk waarbinnen de retcon plaatsvindt. Een voorbeeld van deze retcon is de stripserie Crisis on Infinite Earths van DC Comics, waarbij de hele historie van alle bekende DC-karakters werd gewist en aangepast zodat weer met een schone lei kon worden begonnen.  In de latere Flodder-films wordt het verongelukken van Opa Flodder compleet genegeerd.

## Gerelateerd
Retcons worden altijd bewust toegepast. Ze verschillen daarin van tegenstrijdigheden in een serie die ontstaan door vergissingen van de auteur of doordat de schrijver geen oog heeft voor de continuïteit van het verhaal. Zo is het feit dat in de serie South Park het personage Kenny McCormick iedere aflevering sterft maar de aflevering erna gewoon weer in leven is geen retcon. Wel kan een retcon alsnog later in een serie worden toegevoegd om een eerder gemaakte fout in de continuïteit toch recht te zetten.